# Länsväg 360
Länsväg 360 går sträckan Lycksele  -  Vilhelmina. Den går i Västerbottens län, i södra Lappland, via bland annat Vinliden, Risträsk, Bäsksjö och Latikberg.

## Korsningar och anslutande vägar
- E12
- Länsväg 353
- Länsväg 365
- E45

## Historia
På 1890-talet fanns på denna sträcka ingen väg alls. Däremot fanns då en väg Lycksele - Vilhelmina längre söderut via Kroksjö och Dalasjö. Den vägen (och vägen Sollefteå-Åsele-Dalasjö-Vilhelmina) var de enda vägarna på flera mils avstånd från Vilhelmina. Dagens E45 fanns inte alls som väg i dessa trakter.
På 1940-talet fanns dock en väg i samma sträckning som nu mellan Lycksele - Vilhelmina. Den gav på 1940-talet namnet länshuvudväg 360, och både nummer och vägsträckning är oförändrade år 2009.